# Kim Woo-seok (actor)
Kim Woo-seok (en hangul, 김우석; en hanja, 金宇碩; nacido el 3 de marzo de 1994) es un actor surcoreano.

## Datos biográficos
Estudia actuación en el Instituto de las Artes de Seúl. Es el hermano menor de Kim Min-seok, miembro del dúo musical Melomance.
En enero de 2023 su hermano y él donaron 35 millones de wones al Cofre Comunitario Fruits of Love de Corea para pagar gastos médicos a pacientes de Parkinson y otras personas vulnerables.

## Carrera
Es miembro de la agencia Alien Company.
Debutó en 2017 con la segunda temporada de la serie web de Naver TV Love Playlist 2, donde dio vida al estudiante Choi Seung-hyuk.
En 2018 fue miembro del reparto en la serie Voice 2, donde interpretó a Jin Seo-yool, un empleado del centro de informes de la policía Poongsan 112 y miembro del equipo Golden Time. En septiembre del mismo año volvió al personaje de Choi Seung-hyuk durante la tercera temporada de Love Playlist.
En mayo de 2019 volvió asimismo al reparto de la serie Voice, titulada en su tercera temporada Voice 3: City of Accomplices, como el experto forense digital Jin Seo-yool.
El 16 de diciembre del mismo año se unió al elenco principal de la serie web Ghost BRos, donde dio vida a Im Hyun-do, un joven que junto a su amigo Jin Sung-jae (One) crea una empresa que exorciza fantasmas a través de equipos de realidad virtual.
En marzo de 2020 se unió al elenco recurrente de la serie A Piece of Your Mind, donde interpretó a Bae Jin-soo, un joven que se encuentra en su tercer año de la escuela de medicina, cuando comienza a trabajar en la pensión de Jun Eun-joo (Lee Sang-hee).
En 2022 participó en la serie Rookie Cops con el personaje de Seo Beom-joo, un recto estudiante de primer año de la academia de policía. Su primer drama de época fue también su primer papel protagonista en The Forbidden Marriage, donde interpreta a Lee Shin-won.

## Filmografía

### Series de televisión
| Año  | Título                       | Papel        | Canal | Notas              | Ref.          |
| ---- | ---------------------------- | ------------ | ----- | ------------------ | ------------- |
| 2018 | Voice 2                      | Jin Seo-yool | OCN   | 12 episodios       |               |
| 2019 | Voice 3: City of Accomplices | Jin Seo-yool | OCN   | 16 episodios       |               |
| 2019 | My Uncle is Audrey Hepburn   | Jun-ho       |       | Drama Stage        | [ 13 ] [ 14 ] |
| 2020 | A Piece of Your Mind         | Bae Jin-soo  | tvN   |                    |               |
| 2021 | Voice 4: Judgement Hour      | Jin Seo-yool | OCN   | Cameo, ep. 1       |               |
| 2021 | Lucky                        | Kim Chul-soo |       | Drama Stage        | [ 15 ]        |
| 2022 | Military Prosecutor Doberman | Noh Tae-nam  | tvN   |                    | [ 16 ]        |
| 2022 | The Forbidden Marriage       | Lee Shin-won | MBC   |                    | [ 17 ] [ 18 ] |
| 2023 | Our Blooming Youth           | Sim-yeong    | tvN   | Aparición especial | [ 19 ]        |

### Series web
| Año  | Título                 | Papel           | Plataforma          | Notas            | Ref.          |
| ---- | ---------------------- | --------------- | ------------------- | ---------------- | ------------- |
| 2017 | Love Playlist          | Choi Seung-hyuk | Naver TVCast, VLive | Temporadas 2 y 3 | [ 20 ]        |
| 2018 | Love Playlist          | Choi Seung-hyuk | Naver TVCast, VLive | Temporadas 2 y 3 | [ 20 ]        |
| 2019 | Ghost Bros             | Lim Hyun-do     |                     | 8 episodios      | [ 8 ]         |
| 2021 | Scripting Your Destiny | Jung Ba-reum    |                     | 10 episodios     | [ 21 ]        |
| 2022 | Rookie Cops            | Seo Beom-joo    | Disney+             |                  | [ 22 ] [ 23 ] |

### Aparición en programas de variedades
| Año  | Título                    | Notas                                     |
| ---- | ------------------------- | ----------------------------------------- |
| 2019 | You Hee-yeol's Sketchbook | ep. 438 - invitado - junto a Kim Min-seok |

## Musicales / Teatro
| Año     | Título                 | Hangul              | Personaje  | Notas                                                                                                 | Ref.                        |
| ------- | ---------------------- | ------------------- | ---------- | --- | --------------------------- |
| 2018    | Red Book               | 레드북              | 앙상블     | junto a Ivy, Lee Sang-yi, Ji Hyun-joon, 안창용, Heo Soon-mi, Kim Gook-hee, Hong Woo-jin y 황두현      | [ 24 ] [ 25 ]               |
| 2019-20 | Thrill Me              | 쓰릴미              | 나         | junto a 양지원, 김현진, Lee Hae-joon (이해준), 구준모 y 노윤                                          | [ 25 ] [ 26 ] [ 27 ] [ 28 ] |
| 2020    | Phaedra                | 페드라              | 히폴리투스 | junto a 김려원, Park Yoo-deok (박유덕), 김태한, 강동우 y 강기연                                       | [ 29 ]                      |
| 2020    | Time for Dogs and Cats | 개와 고양이의 시간) | 플루토     | junto a Song Won-geun, Go Sang-ho (고상호), Bae Na-ra (배나라), Ko Hoon-jeong (고훈정) y Moon Tae-yoo | [ 25 ] [ 30 ]               |
| 2021    | Thrill Me              | 쓰릴미              | 나         | | [ 25 ]                      |

## Actos públicos
| Año  | Título                                     | Notas               | Ref.   |
| ---- | ------------------------------------------ | ------------------- | ------ |
| 2019 | Secret Stage for Special Fan: Kim Woo-seok | (reunión con fans)  |        |
| 2019 | 김우석 팬미팅 LIVE                         | (reunión con fanes) | [ 31 ] |

## Discografía
| Año  | Intérpretes                                | Canción           | Álbum                    | Notas |
| ---- | ------------------------------------------ | ----------------- | ------------------------ | ----- |
| 2018 | Kim Min-seok (de MeloMance) y Kim Woo-seok | "To You" (너에게) | OST de "Love Playlist 2" |       |

## Premios y nominaciones
| Año  | Premios          | Categoría              | Papel                  | Resultado | Ref.   |
| ---- | ---------------- | ---------------------- | ---------------------- | --------- | ------ |
| 2022 | MBC Drama Awards | Mejor actor revelación | The Forbidden Marriage | Nominado  | [ 32 ] |